# Marianne Gábor
Marianne Gábor (Budapest, 26 aprile 1917 – Budapest, 23 luglio 2014) è stata una pittrice, illustratrice e acquarellista ungherese.

## Biografia
Appartenente a una famiglia ebrea, suo nonno Gabriel Gábor Léderer era un rabbino, nel villaggio di Tisovec (Slovacchia); anche suo padre, Ignatius Gábor Léderer, era un rabbino e inoltre aveva studiato linguistica alla Sorbona: è considerato uno degli innovatori della poesia ungherese. Sua madre era rumena. Marianne Gábor ha sposato nel 1944 Mihály András Rónai, giornalista, traduttore e poeta ungherese che dopo la II Guerra mondiale ha diretto il settimanale della "Federazione Mondiale degli ungheresi".
Si è formata artisticamente a Budapest, alla scuola di István Szőnyi, fra il 1931 e il 1933; quindi alla Scuola di belle arti di Budapest, dal 1935 al 1940, dove fu allieva di Réti István, il primo artista ungherese ad avere una solida esperienza artistica europea. Marianne Gábor studiava attentamente e in particolare si appassionò all'arte di Van Gogh, degli impressionisti e di Cézanne. Ha esordito in una mostra collettiva nel 1938 e nel 1941 ha vinto il premio Hatvany. La sua prima personale è del 1943. Nel 1948, con il marito, è partita per un viaggio di studio in Italia e in Francia. Tornò in Italia negli anni 1957-1958. Ha presentato sue opere in Italia: a Roma e a Palermo nel 1964, quindi a Venezia e a Grosseto e nuovamente a Roma. Ha partecipato a mostre collettive anche a Berlino, Oslo, Kiev, Tallinn, Praga, Varsavia, Teheran, Baghdad, Nuova Delhi, Bordeaux. A Venezia è stata eletta alla Société Européenne de Culture, nel 1958.
Si è fatta notare particolarmente per i ritratti - in cui sapeva cogliere anche un aspetto ironico della persona rappresentata - e per i paesaggi, stesi con un gusto lirico e con una tavolozza di colori materici e un po' grumosi.
Nel 1976, su sollecitazione della direzione del museo, ha donato agli Uffizi due suoi autoritratti, dipinti entrambi nel 1956: Autoritratto con cappello alla fiorentina e Autoritratto al lavoro.
Marianne Gábor è stata una esponente della corrente artistica ungherese della metà del Novecento che aveva come riferimento il "Circolo di Gresham", di cui István Szőnyi era uno degli animatori e degli artisti più celebrati. Ha illustrato libri, con acquerelli delicati e dalle tinte morbide e luminose. Tra questi, le poesie di Eva Strittmatter, raccolte sotto il titolo Unterm wechselnden Licht (Sotto una cangiante luce).

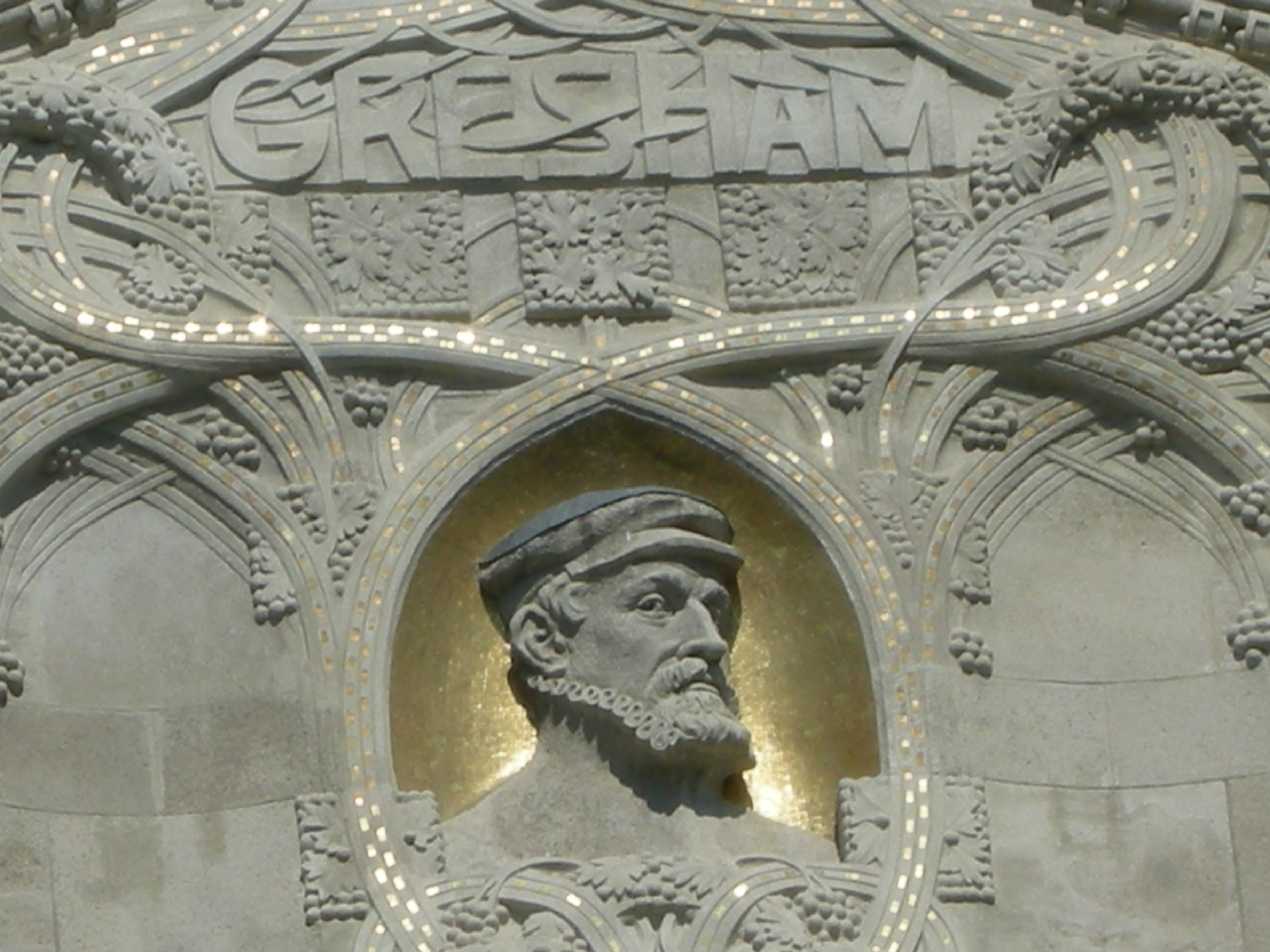
Budapest, Palazzo Gresham, (part.)

## Esposizioni
- 1966, Budapest, István Csók Galéria
- 1966, Venezia, Galleria d'arte santo Stefano[4]
- 1972, Venezia, Galleria d'arte santo Stefano[5]
- 1973, Budapest, István Csók Galéria
- 1976, Firenze, Chiostro di San Marco
- 1977, Budapest, Magyar Nemzeti Galéria[6]
- 2010, Firenze, Uffizi[7]
- 2014, Budapest, Museo storico di Budapest[8]

## Musei che posseggono sue opere
Galleria nazionale ungherese, Museo nazionale ungherese, Museo storico di Budapest, Museo letterario Petõfi, Hadtörténeti Múzeum, Museo ebraico di Budapest, Museo István Király (Székesfehérvár), Thúry György Museum (Nagykanizsa), Museo Damjanich János (Szolnok), Museo Szatmári (Mátészalka), Galleria degli Uffizi, Centro Georges Pompidou (Parigi), Palazzo dei Normanni (Palermo), Narodowy Muzeum (Lublino-Majdanek, Polonia), Museo nazionale per arti moderne (Национален музей на образованието, Gabrovo, Bulgaria), Fondazione Mihály Károlyi (Vence), Museo d'Arte Moderna (Eilat in Israele), Municipio di Grosseto, Municipio di Friesach.